# Bhutanthera albovirens
Bhutanthera albovirens là một loài thực vật có hoa trong họ Lan. Loài này được Renz mô tả khoa học đầu tiên năm 2001.